# 留客站
留客站，1991年之前称沙河县站:378，是一个京广线上的铁路车站，位于河北省沙河市沙河镇，建于1904年，曾为四等站，邮政编码为054101，2003年8月26日因京广线提速改造三期工程而关闭:130。该站距北京西站403公里，距丰台站392公里，距广州站1891公里。